# Natasha Gregson Wagner
Natasha Gregson Wagner est une actrice américaine née le 29 septembre 1970 à Los Angeles, Californie (États-Unis).

## Biographie

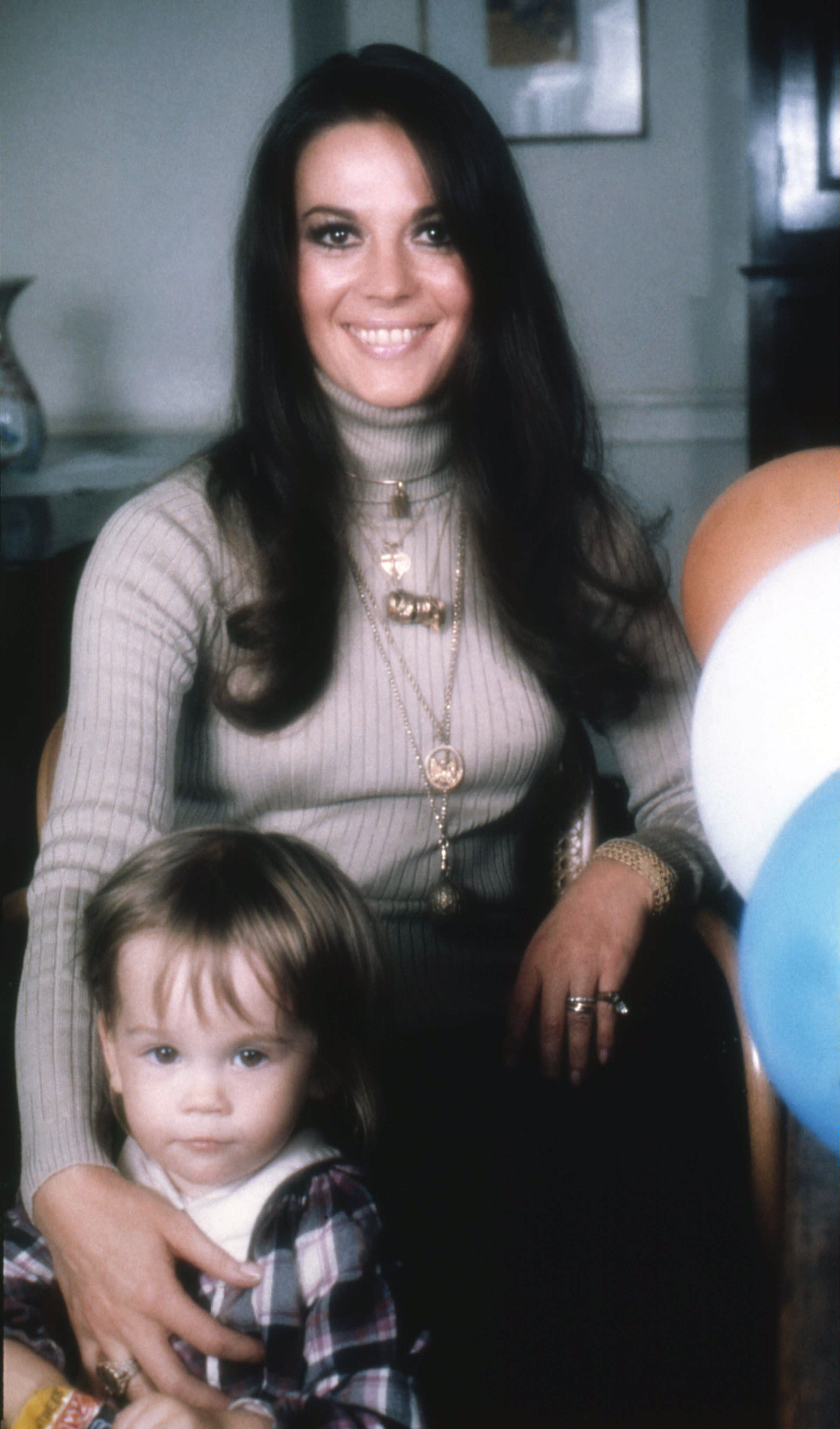
Natalie Wood avec sa fille Natasha Gregson Wagner en 1973.

Natasha Gregson est la fille du producteur anglais Richard Gregson et de l'actrice Natalie Wood, mais ceux-ci divorcent dix mois après sa naissance et sa mère se remarie peu après avec l'acteur Robert Wagner qui l'adopte, d'où son nom, Natasha Gregson Wagner. Elle a une demi-sœur, Courtney. 
De 2003 à 2008, elle a été mariée à D. V. De Vincentis. Elle est désormais en couple avec Barry Watson avec qui elle a eu une fille, Clover Clementyne, le 30 mai 2012.

## Filmographie

### Cinéma
- 1992 : Buffy, tueuse de vampires (Buffy the Vampire Slayer), de Fran Rubel Kuzui : Cassandra
- 1992 : Un fils en danger : Lisa
- 1992 : Dark Horse : Martha
- 1994 : Inside the Goldmine : Waitress
- 1994 : Molly et Gina : Gina
- 1994 : Dead Beat : Kirsten
- 1994 : S.F.W. de Jefery Levy : Kristen
- 1995 : Le Voleur d'âmes : Wendy
- 1996 : Prof et rebelle : Julie Rubels
- 1997 : The Method : Kelly
- 1997 : Dogtown : Sara Ruth
- 1997 : Lost Highway : Sheila
- 1997 : Another Day in Paradise : Rosie
- 1997 : Quiet Days in Hollywood (en) de Josef Rusnak : Kathy
- 1997 : Two Girls and a Guy : Louise 'Lou' Johnson
- 1997 : First Love, Last Rites : Sissel
- 1998 : Urban Legend : Michelle Mancini
- 1999 : Les Adversaires : Ringside Fan
- 2000 : Stranger Than Fiction : Violet Madison
- 2000 : High Fidelity de Stephen Frears : Caroline Fortis
- 2001 : Sol Goode : Brenda
- 2001 : Glam : Vanessa Mason
- 2001 : The Medicine Show : Lynn Piegi
- 2002 : The Gray in Between : Julie
- 2002 : Vampires 2 : Adieu vampires (Vampires: Los Muertos) : Zoey
- 2003 : Wishing Time : Maggie
- 2003 : Wonderland : Barbara Richardson
- 2004 : How Did It Feel? : Maggie
- 2011 : Deep Blue Breath : The mother
- 2015 : Anesthesia de Tim Blake Nelson : Marta

### Télévision
- 1993 : Tainted Blood : Lissa Drew
- 1993 : The Substitute (en) : Jenny
- 1994 : Dragstrip Girl : Laura Bickford
- 1994 : Un chien peut en cacher un autre : Allison
- 1995 : Hart to Hart: Secrets of the Hart : Tibby
- 1998 : Modern Vampires : Nico
- 1999 : Hugh Hefner et l'empire playboy : Bobbie Arnstein
- 2001 : Pasadena : Beth
- 2002 : La Méthode zéro ( Zero Effect)
- 2004 : Le Fantôme de Noël : Beth
- 2005 : Les 4400 : April Skouris
- 2005 : Médium : Beverly Waller
- 2005 : Cold Case : Affaires classées : Carmen Hayes en 1954
- 2007 : Les 4400 : April Skouris
- 2008 : Les Experts : Cody Cook
- 2008 : Maison : Sandra
- 2010 : Parti the funeral : Irina
- 2010 : Baiser d'une et une promesse : Samantha Beck
- 2010 : The Closer : L.A. enquêtes prioritaires : Sherry Walker (Saison 6 épisode 1)